# ADNOC Headquarters
ADNOC Headquarters ist ein Wolkenkratzer in der Hauptstadt Abu Dhabi der Vereinigten Arabischen Emirate (VAE), der Name des Gebäudes beschreibt die Funktion als Firmensitz des staatseigenen Ölkonzerns Abu Dhabi National Oil Company (ADNOC). Mit einer Höhe von 342 Metern ist das Gebäude das zweithöchste der Stadt nach dem 381 Meter hohen Burj Mohammed Bin Rashid.
Die Bauarbeiten dauerten von 2009 bis 2015; alle der 65 Stockwerke sollen für Büros gebraucht werden.